# Franz Betz
Pour les articles homonymes, voir Betz.
Répertoire
Les maîtres chanteurs de Nuremberg (R.Wagner)
 L'or du Rhin (R.Wagner)
Franz Betz (Mayence, le 19 mars 1835 – Berlin, le 11 août 1900) est un célèbre baryton-basse allemand d'opéra et un des meilleurs interprètes des opéras de Wagner.

## Biographie
Franz Betz a appris le chant à Karlsruhe. Il a fait ses débuts en 1856 au Théâtre de la Cour de Hanovre comme Le héraut d’armes dans Lohengrin de Wagner, après quoi il a chanté comme artiste invité dans diverses autres salles d'opéra allemandes. Son succès en 1859 à l'Opéra d'État de Berlin dans le rôle de Don Carlo dans Ernani de Verdi, l'a conduit à signer un contrat permanent avec la société.
Il est devenu l'un des chanteurs les plus appréciés de Wagner, et a chanté le rôle de Hans Sachs lors de la création de Die Meistersinger von Nürnberg (Théâtre National de Munich, le 21 juin 1868). Betz a chanté le rôle plus d'une centaine de fois et a été étroitement identifié avec le personnage. Il a également chanté Wotan dans Das Rheingold et Die Walküre et der Wanderer (le Voyageur) dans Siegfried pour la première exécution complète de Der Ring des Nibelungen (Festspielhaus de Bayreuth, 1876). En mai 1872, il était l'un des quatre solistes dans l'exécution de la Neuvième Symphonie de Beethoven à l'occasion de la pose de la première pierre pour le Festspielhaus de Bayreuth.
De 1882 à 1890, il a servi comme premier président de la Genossenschaft Deutscher Bühnen-Angehöriger (le syndicat allemand des artistes de la scène, techniciens et personnel administratif). Il n'a jamais chanté dans des opéras aux États-Unis ou le Royaume-Uni, même s'il a chanté dans des concerts à Londres en 1882 et 1889. Son chant dans le concert 1889 quand il avait cinquanteans, a été décrit comme « toujours sans faille ».
Après sa retraite de la scène en 1897, Betz a été fait Kammersänger de l'Opéra d'État de Berlin. Franz Betz est décédé le 11 août 1900 à Berlin et est enterré au cimetière du Souvenir de l'Empereur Guillaume.
Il a été marié à la soprano colorature Johanna Betz (1837-1906).

## Répertoire

### Rôles titres
- Hans Sachs dans Die Meistersinger von Nürnberg, création Munich 21 juillet 1868, Bayreuth 1889, Dresde 1897
- Falstaff de Giuseppe Verdi, première à Berlin 1894
- Don Giovanni de Wolfgang Amadeus Mozart
- Hans Heiling de Heinrich Marschner
- Guillaume Tell de Gioacchino Rossini
- Der Holländer dans Der Fliegende Holländer

### Autres rôles
- Nelusco dans Africaine de Meyerbeer, première à Berlin 1865
- Amonasro dans Aida de Giuseppe Verdi, première en Allemagne 1874
- Ein Wanderer dans Siegfried, création 1876
- Wotan dans Der Ring des Nibelungen, première représentation complète 1876
- Kurwenal dans Tristan und Isolde, Bayreuth 1889
- Alfonso dans Lucrezia Borgia de Donizetti
- Graf Luna dans Troubadour
- Germont-père dans La Traviata
- König Salomo dans Die Königin von Saba de Karl Goldmark
- Lysiart dans Euryanthe de Carl Maria von Weber
- Marke dans Tristan und Isolde
- Orestes dans Iphigénie en Tauride de Christoph Willibald Gluck
- Pizarro dans Fidelio de Ludwig van Beethoven
- Seneschall dans Jean de Paris de Boieldieu
- Siegfried dans Genoveva de Robert Schumann
- St. Bris dans Les Huguenots de Giacomo Meyerbeer
- Templer dans Der Templer und die Jüdin de H. Marschner
- Tristan dans Jessonda de Louis Spohr
- dans Der Stern de Turan de Richard Wüerst, création 1864, Berliner Hofoper
- dans Frithjof de B. Hopffner, création 1871
- dans Hermione de Max Bruch, création 1872
- dans Cesario de Wilhelm Taubert, création 1874
- dans Die Makkabäer de A. Rubinstein, création 1875
- dans Ekkehard de J.J. Abert, création 1878
- dans Genesius de F. de Weingartner, 1892

## Literatur
- Betz, Franz. Dans: Karl-Josef Kutsch, Leo Riemens: Großes Sängerlexikon. Saur, Bern / München 1999; Volume 1, p. 298 f.